# Staantribune (voetbalmagazine)
Staantribune is een Nederlands magazine over voetbalcultuur. Het publiceert verhalen over voetballers, stadions, derby's en andere achtergrondverhalen over randverschijnselen en artikelen over supporterscultuur.

## Ontstaansgeschiedenis
Staantribune ontstond in 2014. Er was tot dat moment nog geen Nederlands blad over voetbalcultuur, alleen over de sport zelf, zoals Voetbal International. De eerste redactievergadering vond, na een discussie op Twitter, in mei 2014 plaats in Café Engelenburgh, de kroeg van oud-voetballer Joop van Maurik in Utrecht.
In december 2014 kwam een zogeheten 'nulnummer' uit. De presentatie hiervan was ook in de kroeg van Van Maurik in Hoograven. In juni 2015 verscheen Staantribune nummer 1. Het magazine verschijnt zes keer per jaar en telt 108 pagina’s. Daarnaast geeft Staantribune boeken en fotoboeken uit, organiseert het voetbalevenementen, zoals een shirtstentoonstelling, de Dag van de Verdwenen Clubs en de Groundhopdag, en heeft het een podcast.